# Grand Prix Formule 1 van Hongarije 2023
De Grand Prix Formule 1 van Hongarije 2023 werd verreden op 23 juli op de Hungaroring in Mogyoród nabij Boedapest. Het was de elfde race van het seizoen.

Op 11 juli werd bekendgemaakt dat Daniel Ricciardo vanaf de GP van Hongarije Nyck de Vries zal vervangen als rijder bij het team AlphaTauri.

## Vrije trainingen

### Uitslagen
- Enkel de top vijf wordt weergegeven.

| Vrije training 1 | Pos. | Nr. | Coureur         | Constructeur               | Tijd     |
| ---------------- | ---- | --- | --------------- | -------------------------- | -------- |
| Vrije training 1 | 1    | 63  | George Russell  | Mercedes                   | 1:38.795 |
| Vrije training 1 | 2    | 81  | Oscar Piastri   | McLaren-Mercedes           | 1:39.154 |
| Vrije training 1 | 3    | 18  | Lance Stroll    | Aston Martin-Mercedes      | 1:40.013 |
| Vrije training 1 | 4    | 4   | Lando Norris    | McLaren-Mercedes           | 1:40.277 |
| Vrije training 1 | 5    | 14  | Fernando Alonso | Aston Martin-Mercedes      | 1:40.687 |
| Vrije training 2 | Pos. | Nr. | Coureur         | Constructeur               | Tijd     |
| Vrije training 2 | 1    | 16  | Charles Leclerc | Ferrari                    | 1:17.686 |
| Vrije training 2 | 2    | 4   | Lando Norris    | McLaren-Mercedes           | 1:17.701 |
| Vrije training 2 | 3    | 10  | Pierre Gasly    | Alpine-Renault             | 1:17.918 |
| Vrije training 2 | 4    | 22  | Yuki Tsunoda    | AlphaTauri-Honda RBPT      | 1:17.934 |
| Vrije training 2 | 5    | 31  | Esteban Ocon    | Alpine-Renault             | 1:18.045 |
| Vrije training 3 | Pos. | Nr. | Coureur         | Constructeur               | Tijd     |
| Vrije training 3 | 1    | 44  | Lewis Hamilton  | Mercedes                   | 1:17.811 |
| Vrije training 3 | 2    | 1   | Max Verstappen  | Red Bull Racing-Honda RBPT | 1:18.061 |
| Vrije training 3 | 3    | 11  | Sergio Pérez    | Red Bull Racing-Honda RBPT | 1:18.067 |
| Vrije training 3 | 4    | 27  | Nico Hülkenberg | Haas-Ferrari               | 1:18.077 |
| Vrije training 3 | 5    | 4   | Lando Norris    | McLaren-Mercedes           | 1:18.082 |

## Kwalificatie
Tijdens dit raceweekend is er gekozen voor een afwijkende regel betreffende het gebruik van verschillende typen banden. Per auto beschikt het team maar over elf sets banden in plaats van de gebruikelijke dertien, dit om de vracht te verminderen die vervoerd moet worden naar het GP-weekend. De coureurs zijn verplicht om in Q1 de harde witte band te gebruiken, in Q2 de gele band en in Q3 de snelste (rode) band.
Lewis Hamilton behaalde de honderdvierde poleposition in zijn carrière.
| Pos.                   | Nr. | Coureur          | Constructeur               | Kwalificatietijden | Kwalificatietijden | Kwalificatietijden | Grid |
| Pos.                   | Nr. | Coureur          | Constructeur               | Q1                 | Q2                 | Q3                 | Grid |
| ---------------------- | --- | ---------------- | -------------------------- | ------------------ | ------------------ | ------------------ | ---- |
| 1                      | 44  | Lewis Hamilton   | Mercedes                   | 1:18.577           | 1:17.427           | 1:16.609           | 1    |
| 2                      | 1   | Max Verstappen   | Red Bull Racing-Honda RBPT | 1:18.318           | 1:17.547           | 1:16.612           | 2    |
| 3                      | 4   | Lando Norris     | McLaren-Mercedes           | 1:18.697           | 1:17.328           | 1:16.694           | 3    |
| 4                      | 81  | Oscar Piastri    | McLaren-Mercedes           | 1:18.464           | 1:17.571           | 1:16.905           | 4    |
| 5                      | 24  | Zhou Guanyu      | Alfa Romeo-Ferrari         | 1:18.143           | 1:17.700           | 1:16.971           | 5    |
| 6                      | 16  | Charles Leclerc  | Ferrari                    | 1:18.440           | 1:17.580           | 1:16.992           | 6    |
| 7                      | 77  | Valtteri Bottas  | Alfa Romeo-Ferrari         | 1:18.775           | 1:17.563           | 1:17.034           | 7    |
| 8                      | 14  | Fernando Alonso  | Aston Martin-Mercedes      | 1:18.580           | 1:17.701           | 1:17.035           | 8    |
| 9                      | 11  | Sergio Pérez     | Red Bull Racing-Honda RBPT | 1:18.360           | 1:17.675           | 1:17.045           | 9    |
| 10                     | 27  | Nico Hülkenberg  | Haas-Ferrari               | 1:18.695           | 1:17.652           | 1:17.186           | 10   |
| 11                     | 55  | Carlos Sainz jr. | Ferrari                    | 1:18.393           | 1:17.703           |                    | 11   |
| 12                     | 31  | Esteban Ocon     | Alpine-Renault             | 1:18.854           | 1:17.841           |                    | 12   |
| 13                     | 3   | Daniel Ricciardo | AlphaTauri-Honda RBPT      | 1:18.906           | 1:18.002           |                    | 13   |
| 14                     | 18  | Lance Stroll     | Aston Martin-Mercedes      | 1:18.782           | 1:18.144           |                    | 14   |
| 15                     | 10  | Pierre Gasly     | Alpine-Renault             | 1:18.743           | 1:18.217           |                    | 15   |
| 16                     | 23  | Alexander Albon  | Williams-Mercedes          | 1:18.917           |                    |                    | 16   |
| 17                     | 22  | Yuki Tsunoda     | AlphaTauri-Honda RBPT      | 1:18.919           |                    |                    | 17   |
| 18                     | 63  | George Russell   | Mercedes                   | 1:19.027           |                    |                    | 18   |
| 19                     | 20  | Kevin Magnussen  | Haas-Ferrari               | 1:19.206           |                    |                    | 19   |
| 20                     | 2   | Logan Sargeant   | Williams-Mercedes          | 1:19.248           |                    |                    | 20   |
| Q1 107% tijd: 1:23.613 |     |                  |                            |                    |                    |                    |      |

## Wedstrijd
Max Verstappen behaalde de vierenveertigste Grand Prix-overwinning in zijn carrière.
| Pos.               | Nr. | Coureur          | Constructeur               | Rondes | Tijd / Oorzaak Uitval | Grid | Punten |
| ------------------ | --- | ---------------- | -------------------------- | ------ | --------------------- | ---- | ------ |
| 1                  | 1   | Max Verstappen   | Red Bull Racing-Honda RBPT | 70     | 1:38:08.634           | 2    | 26S    |
| 2                  | 4   | Lando Norris     | McLaren-Mercedes           | 70     | +33.731               | 3    | 18     |
| 3                  | 11  | Sergio Pérez     | Red Bull Racing-Honda RBPT | 70     | +37.603               | 9    | 15     |
| 4                  | 44  | Lewis Hamilton   | Mercedes                   | 70     | +39.134               | 1    | 12     |
| 5                  | 81  | Oscar Piastri    | McLaren-Mercedes           | 70     | +1:02.572             | 4    | 10     |
| 6                  | 63  | George Russell   | Mercedes                   | 70     | +1:05.825             | 18   | 8      |
| 7                  | 16  | Charles Leclerc  | Ferrari                    | 70     | +1:10.317 *1          | 6    | 6      |
| 8                  | 55  | Carlos Sainz jr. | Ferrari                    | 70     | +1:11.073             | 11   | 4      |
| 9                  | 14  | Fernando Alonso  | Aston Martin-Mercedes      | 70     | +1:15.709             | 8    | 2      |
| 10                 | 18  | Lance Stroll     | Aston Martin-Mercedes      | 69     | +1 ronde              | 14   | 1      |
| 11                 | 23  | Alexander Albon  | Williams-Mercedes          | 69     | +1 ronde              | 16   |        |
| 12                 | 77  | Valtteri Bottas  | Alfa Romeo-Ferrari         | 69     | +1 ronde              | 7    |        |
| 13                 | 3   | Daniel Ricciardo | AlphaTauri-Honda RBPT      | 69     | +1 ronde              | 13   |        |
| 14                 | 27  | Nico Hülkenberg  | Haas-Ferrari               | 69     | +1 ronde              | 10   |        |
| 15                 | 22  | Yuki Tsunoda     | AlphaTauri-Honda RBPT      | 69     | +1 ronde              | 17   |        |
| 16                 | 24  | Zhou Guanyu      | Alfa Romeo-Ferrari         | 69     | +1 ronde              | 5    |        |
| 17                 | 20  | Kevin Magnussen  | Haas-Ferrari               | 69     | +1 ronde              | 19   |        |
| 18†                | 2   | Logan Sargeant   | Williams-Mercedes          | 67     | +3 rondes             | 20   |        |
| DNF                | 31  | Esteban Ocon     | Alpine-Renault             | 2      | Botsingschade         | 12   |        |
| DNF                | 10  | Pierre Gasly     | Alpine-Renault             | 1      | Ongeluk               | 12   |        |
| Bron: formula1.com |     |                  |                            |        |                       |      |        |

S Max Verstappen reed voor de zevenentwintigste keer in zijn carrière een snelste ronde en behaalde hiermee een extra punt.

*1 Charles Leclerc eindigde de wedstrijd als zesde, maar kreeg een tijdstraf van vijf seconden voor het te snel rijden in de pitstraat.

† Logan Sargeant haalde de finish niet, maar heeft wel 90% van de race-afstand afgelegd, waardoor hij als geklasseerd genoteerd staat.

## Tussenstanden wereldkampioenschap
Betreft tussenstanden voor het wereldkampioenschap na afloop van de race.

### Coureurs
| Pos. | Nr. | Coureur          | Constructeur               | Punten |
| ---- | --- | ---------------- | -------------------------- | ------ |
| 1    | 1   | Max Verstappen   | Red Bull Racing-Honda RBPT | 281    |
| 2    | 11  | Sergio Pérez     | Red Bull Racing-Honda RBPT | 171    |
| 3    | 14  | Fernando Alonso  | Aston Martin-Mercedes      | 139    |
| 4    | 44  | Lewis Hamilton   | Mercedes                   | 133    |
| 5    | 63  | George Russell   | Mercedes                   | 90     |
| 6    | 55  | Carlos Sainz jr. | Ferrari                    | 87     |
| 7    | 16  | Charles Leclerc  | Ferrari                    | 80     |
| 8    | 4   | Lando Norris     | McLaren-Mercedes           | 60     |
| 9    | 18  | Lance Stroll     | Aston Martin-Mercedes      | 45     |
| 10   | 31  | Esteban Ocon     | Alpine-Renault             | 31     |

### Constructeurs
| Pos. | Constructeur               | Punten |
| ---- | -------------------------- | ------ |
| 1    | Red Bull Racing-Honda RBPT | 452    |
| 2    | Mercedes                   | 223    |
| 3    | Aston Martin-Mercedes      | 184    |
| 4    | Ferrari                    | 167    |
| 5    | McLaren-Mercedes           | 87     |
| 6    | Alpine-Renault             | 47     |
| 7    | Williams-Mercedes          | 11     |
| 8    | Haas-Ferrari               | 11     |
| 9    | Alfa Romeo-Ferrari         | 9      |
| 10   | AlphaTauri-Honda RBPT      | 2      |